# قادر آمادو
قادر آمادو (انگلیسی: Kader Amadou؛ زادهٔ ۳ آوریل ۱۹۸۹) بازیکن فوتبال اهل نیجر است.
وی همچنین در تیم ملی فوتبال نیجر بازی کرده‌است.